# Plumerville
Plumerville es una ciudad ubicada en el condado de Conway en el estado estadounidense de Arkansas. En el Censo de 2010 tenía una población de 826 habitantes y una densidad poblacional de 279,75 personas por km².

## Geografía
Plumerville se encuentra ubicada en las coordenadas 35°9′34″N 92°38′35″O / 35.15944, -92.64306. Según la Oficina del Censo de los Estados Unidos, Plumerville tiene una superficie total de 2.95 km², de la cual 2.91 km² corresponden a tierra firme y (1.4%) 0.04 km² es agua.

## Demografía
Según el censo de 2010, había 826 personas residiendo en Plumerville. La densidad de población era de 279,75 hab./km². De los 826 habitantes, Plumerville estaba compuesto por el 69.49% blancos, el 24.82% eran afroamericanos, el 0.97% eran amerindios, el 0% eran asiáticos, el 0% eran isleños del Pacífico, el 1.69% eran de otras razas y el 3.03% pertenecían a dos o más razas. Del total de la población el 3.87% eran hispanos o latinos de cualquier raza.